# The Origin of the Feces
The Origin of the Feces é o segundo álbum gravado em estúdio, lançado em 1992. O album foi produzido simulando uma gravação ao vivo, contanto inclusive com uma pausa no suposto show para uma ameaça de bomba. Em 2023, a Metal Hammer incluiu a capa do álbum em sua lista de "50 capas de álbuns de rock e metal mais hilariamente feias de todos os tempos".

## Faixas
Todas as letras e música por Peter Steele, exceto onde anotado.
1. "I Know You're Fucking Someone Else" – 15:02
2. "Are You Afraid" – 2:13
3. "Gravity" – 7:13
4. "Pain" – 4:41
5. "Kill You Tonight" – 2:17
6. "Hey Pete" (Letra nova da música de Jimi Hendrix, "Hey Joe") – 5:10
7. "Kill You Tonight" (Reprise) – 7:08
8. "Paranoid" (Cover de Black Sabbath) - 7:20

## Créditos
- Peter Steele – Vocal, baixo
- Josh Silver – Teclados, vocal
- Kenny Hickey – Guitarra, vocal
- Sal Abruscato – Bateria
- Johnny Kelly – Bateria em "Paranoid"

1. ↑  Young, Simon (9 de maio de 2023). «The 50 most hilariously ugly rock and metal album covers ever». Metal Hammer. Future plc. Consultado em 9 de dezembro de 2024